# George Clifford (1685-1760)

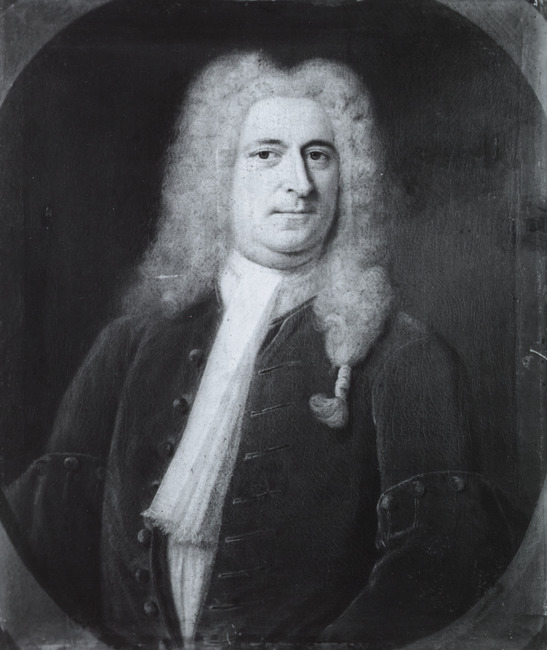
Portret van George Clifford III (1728)

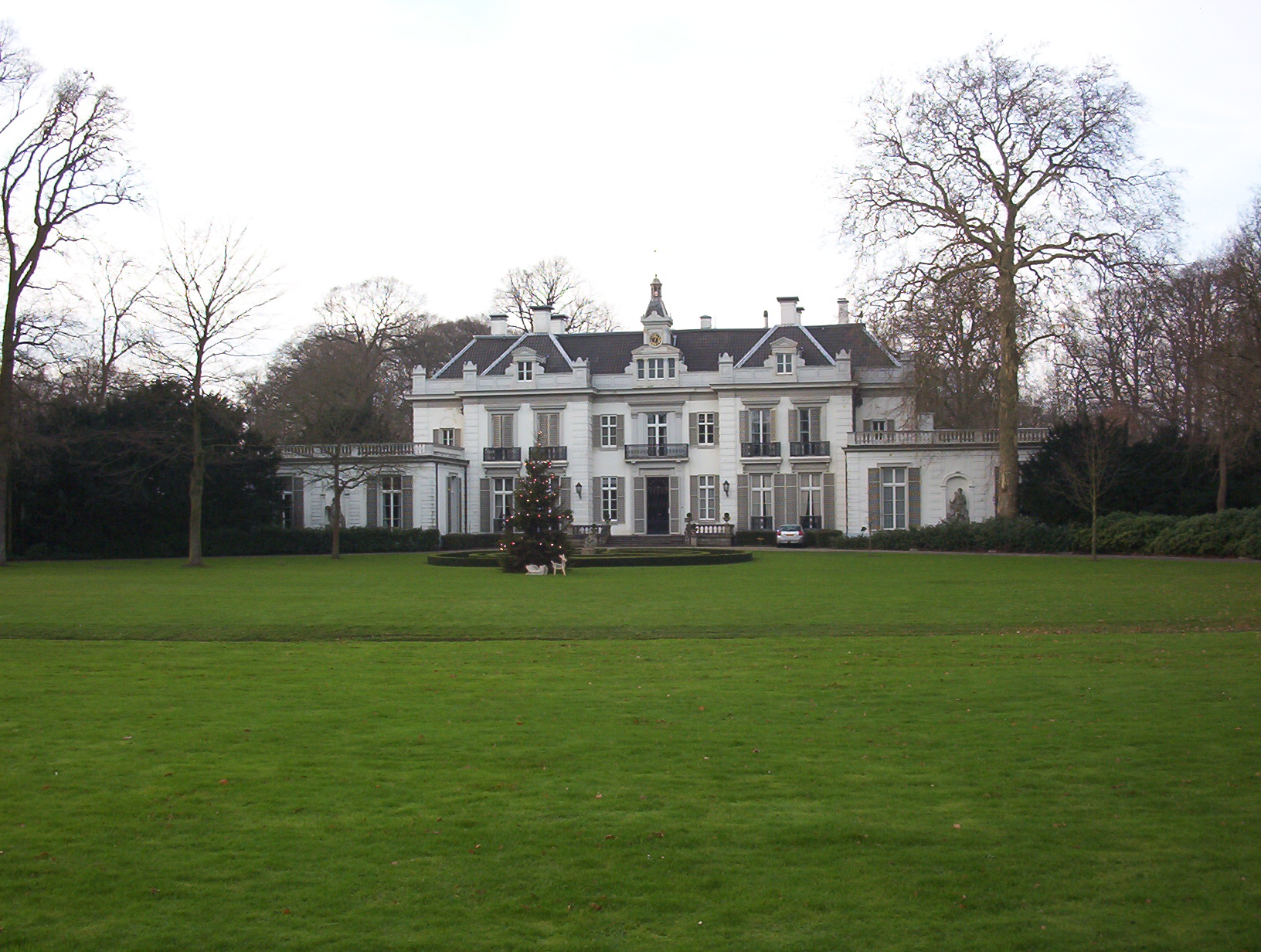
Zicht op de Hartekamp vanaf de Herenweg in Heemstede

George Clifford III (Amsterdam, 7 januari 1685 – Heemstede, 10 april 1760) was een Nederlandse koopman en bankier. Hij is vooral bekend als de bankier die tussen 1735 en 1738 Carl Linnaeus in dienst had. Clifford was een exponent van de toenemende publieke interesse in de wetenschap zoals die zich in de eerste helft van de achttiende eeuw ontwikkelde.

## Biografie
George Clifford werd geboren als de zoon van George Clifford II en Anna Maria van Schuylenburch. De familie Clifford stamt uit Stow en kwam rond 1640 naar Amsterdam.
George Clifford III studeerde van 1703 tot 1706 rechten aan de Universiteit van Leiden. In 1707 trouwde hij met Johanna Bouwens (geboren 1689). Het paar kreeg vijf kinderen. Johanna overleed in 1714. De familie woonde in de Gouden Bocht, Herengracht 472, en vanaf 1743 in het pand met twee koetshuizen op Keizersgracht 573/575, behorend tot de grootste woonhuizen ooit aan de gracht verschenen. In 1751 werd Clifford commissaris bij de Hortus Botanicus. In 1752 trouwde hij met Constantia Catharina Sautijn. In 1758 kwam hij aan het hoofd van het handelshuis Deutz, door Willem Gideon Deutz opgericht. Daarmee werd hij ook keizerlijk factoor van het kwikzilver.

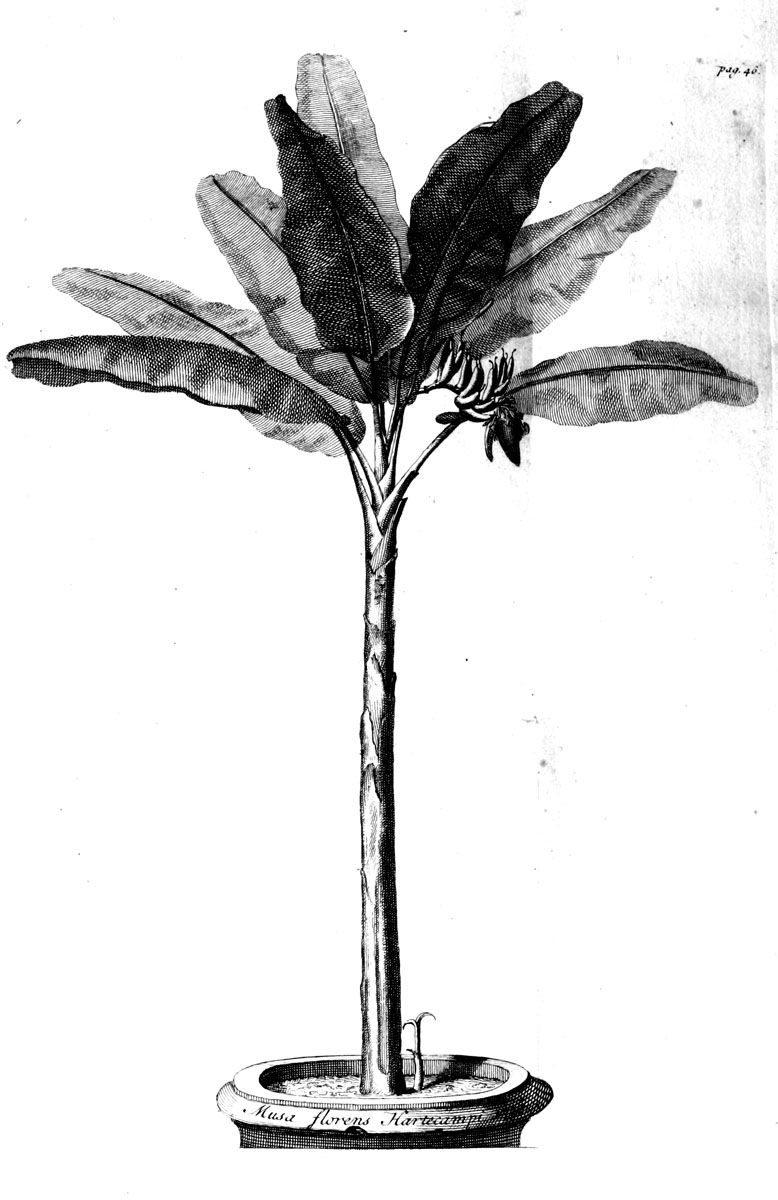
De bananenboom uit Musa Cliffortiana (1736) van Carl Linnaeus

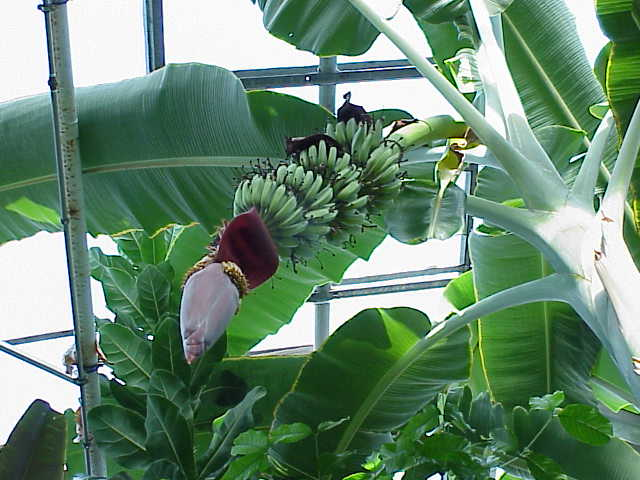
Bananenboom in bloei

Cliffords liefde voor planten en tuinieren deelde hij met een aantal bekende plantkundigen uit zijn tijd, zoals Herman Boerhaave en Johannes Burman. Op zijn landgoed, Hartekamp, in 1709 door zijn vader aangekocht van Johan Hinlopen, had Clifford een rijke variatie aan planten. Tijdens een bezoek van Burman en Linnaeus, vroeg hij Linnaeus om zijn lijfarts te worden en de botanische tuin en menagerie met tijgers, apen, Indische herten, en vele soorten vogels te willen verzorgen. Clifford was niet geheel vrij van hypochondrische neigingen en had ook graag een arts in zijn nabijheid. Van september 1735 tot oktober 1737 verbleef de Zweedse plantkundige in Cliffords landhuis. Het lukte Linnaeus een bananenboom in bloei te krijgen. Onder anderen Boerhaave, Burman en Jan Frederik Gronovius kwamen langs om het wonder te aanschouwen. Linnaeus had ook toegang tot Cliffords uitgebreide bibliotheek en heeft daar een catalogus van samengesteld die is gepubliceerd in de Hortus Cliffortianus, een boek dat hij gedurende zijn verblijf op de Hartekamp in opdracht van Clifford schreef. Tevens ordende hij Cliffords mineralogische en zoölogische verzameling. Bij zijn vertrek, in 1738, nam hij de tuinman mee naar Zweden, tot ontsteltenis van Clifford. Veel van de plantensoorten uit Cliffords tuin en de verwijzingen ernaar in de boeken uit Cliffords bibliotheek, heeft Linnaeus later opgenomen in zijn Species plantarum uit 1753.